# Łomonosowskaja
Łomonosowskaja (ros. Ломоно́совская) – siódma stacja linii Newsko-Wasileostrowskiej, znajdującego się w Petersburgu systemu metra.

## Charakterystyka
Stacja Łomonosowskaja została uruchomiona 21 grudnia 1970 roku, a zastosowany został na niej system automatycznie rozsuwanych drzwi peronowych. Autorami projektu architektonicznego obecnej postaci stacji są: A. J. Maczeriet (А. Я. Мачерет), Ł. S. Czupina (Л. С. Чупина), A. S. Gieckin (А. С. Гецкин), W. P. Szuwałowa (В. П. Шувалова) i G. D. Bułajewskaja (Г. Д. Булаевская). Położona jest ona przy ulicy Babuszkina i zaułku Matiuszenki. Budynek znajduje się na terenie parku Łomonosowa (dawnego cmentarza), w pobliżu Imperialnej Wytwórni Porcelany. Fabryka ta od 1925 do 2005 roku nosiła imię Michaiła Łomonosowa i w ten sposób użyczyła też swej nazwy pobliskiej stacji metra. W pierwszych projektach nosić ona miała miano Iwanowskaja (Ивановская), od jednej z pobliskich ulic, lecz ostatecznie zdecydowano się na Łomonosowskają. Sama stacja położona jest też blisko rzeki Newy. Ściany wykonano z białego marmuru. Nadano im jasną barwę, co ma na celu przywodzić na myśl porcelanę. Posadzki wyłożone zostały granitowymi płytami w różnych odcieniach szarości. Sklepienie jest koliste o białej barwie, nad każdym drzwiami umieszczono inskrypcję z wypisaną nazwą stacji. Na jednej ze ścian umieszczony został brązowy relief z podobizną Michaiła Łomnosowa.
Łomonosowskaja położona jest na głębokości 65 metrów. W przyszłości planuje się zastąpienie budynku wejściowego nowym, który będzie wykorzystywany na cele komercyjne i handlowe. Budowa i otwarcie stacji zostały w humorystyczny sposób opisane przez Siergieja Dowłatowa w zbiorze opowiadań „Walizka” (Чемодан). Jest to zarazem szósta z rzędu i ostatnia (licząc od Wasileostrowskajej) na linii numer 3 stacja na której zastosowany został system automatycznie rozsuwanych drzwi peronowych. Ruch pociągów odbywa się tutaj od godziny 5:35 do godziny 0:27 i w tym czasie jest ona dostępna dla pasażerów.